# Emma Bunton
Emma Lee Bunton, född 21 januari 1976 i Finchley, London, är en engelsk popsångerska, låtskrivare, skådespelare och programledare. Bunton är medlem i gruppen Spice Girls där hon kallas Baby Spice, i egenskap av den yngsta medlemmen i gruppen.
1992 gjorde hon sin TV-debut i såpoperan Eastenders. Efter några fler statistroller fick hon 1994 sitt stora genombrott i gruppen Spice Girls. Bandet blev en stor succé och utöver tre släppta album och flera världsturnéer medverkade hon även i långfilmen Spice World.
År 2001 inledde Bunton sin solokarriär med albumet A Girl Like Me som sålde guld (mer än 100 000 exemplar). Samma år spelade hon sig själv i komedin Zoolander. 2005 medverkade Bunton i två Bollywoodfilmer: musikalen Pyaar Mein Twist och thrillern Chocolate: Deep Dark Secrets.
År 2010 anslöt hon till domarpanelen i ITV:s Dancing on Ice. Hon är också programledare för radiokanalen Heart Londons morgonshow på vardagar.

## Privat
År 1998 började Bunton dejta sångaren och sedermera stjärnkocken Jade Jones (född 1979). Paret levde i ett till och från-förhållande de första åren, men förlovade sig i januari 2011, för att gifta sig i juli 2021. De har två söner, födda 2007 och 2011.

## Diskografi
Studioalbum
- 2006 – Life In Mono
- 2004 – Free Me
- 2001 – A Girl Like Me

Singlar (topp 20 på UK Singles Chart)
- 1995 – "What I Am" (med Tin Tin Out) (#2)
- 2001 – "What Took You So Long?" (#1)
- 2001 – "Take My Breath Away" (#5)
- 2001 – "We're Not Gonna Sleep Tonight" (#20)
- 2003 – "Free Me" (#5)
- 2003 – "Maybe" (#6)
- 2004 – "I'll Be There" (#7)
- 2004 – "Crickets Sing for Anamaria" (#15)
- 2006 – "Downtown" (#3)

## Filmografi
- 1997 – Spice World
- 2003 – Helt hysteriskt (TV-serie)
- 2005 – Pyaar Mein Twist
- 2005 – Chocolate: Deep Dark Secrets
- 2012 – Helt hysteriskt (TV-serie)